# Amor (песня Рики Мартина)
«Amor» (рус. Любовь) — первый англоязычный сингл с альбома Рики Мартина The Best of Ricky Martin. Изначально песня входила в альбом 2000 года Sound Loaded. В The Best of Ricky Martin вошли два ремикса песни «Amor» Салаама Реми и Джонатана Питерса.
«Amor» был выпущен 26 ноября 2001 г. в определенных странах.
Песня достигла 82-й позиции в Швейцарии.

## Форматы и трек-листы
European CD-maxi single
1. «Amor» (Salaam Remi’s Chameleon Remix) — 3:27
2. «Amor» (Jonathan Peters' Remix) — 3:35
3. «Amor» (Album Version) — 3:26
4. «Megamix» (by Jonathan Peters) — 4:14
5. «Amor» (Daniela y Chamorro por siempre)

## Чарты
| Чарт (2001)         | Наивысшая позиция |
| ------------------- | ----------------- |
| Swiss Singles Chart | 82                |